# Goran, Loveci
Goran (în bulgară Горан) este un sat în comuna Loveci, regiunea Loveci,  Bulgaria. 

## Demografie
Componența etnică a satului Goran
     Romi (4,34%)
     Turci (1,02%)
     Bulgari (93,6%)
     Nicio identificare (1,02%)
La recensământul din 2011, populația satului Goran era de 391 locuitori. Din punct de vedere etnic, majoritatea locuitorilor (93,6%) erau bulgari, existând și minorități de romi (4,34%) și turci (1,02%). Pentru 1,02% din locuitori nu este cunoscută apartenența etnică.